# Infected DNA
Infected DNA je prva Phobosov ploča (EP) objavljena 26. rujna 2008. u nizozemskoj diskografskoj kući DNA Tracks.

## Popis pjesama
| 1.    | »Infected DNA«        |           | 5:16 |
| 2.    | »Fearful«             | Moleculez | 4:37 |
| 3.    | »Killers«             |           | 5:41 |
| 4.    | »Choirs Of Damnation« |           | 5:06 |
| 20:42 |                       |           |      |

## Vanjske poveznice
- Discogs diskografija